# Vaudeville (műfaj)
A vaudeville (ejtsd: vódvill) egy színpadi műfaj elnevezése. Eredetileg jellegzetesen párizsi, utcai dal volt, és a – zömmel itáliai – komédiások előszeretettel építették be ezeket a dalocskákat rögtönzéses játékaikba. A népszerű dalokat 1700 körül kezdték színpadi művekké szervezni – ezek cselekménye a mai zenés játékokéhoz hasonlóan laza volt; jobbára csak a dalok egységes keretbe fűzésére szolgált. Ezeket a vaudeville-eket (más műfajokkal együtt) a francia vígopera, az opéra comique előzményeinek tekintik.

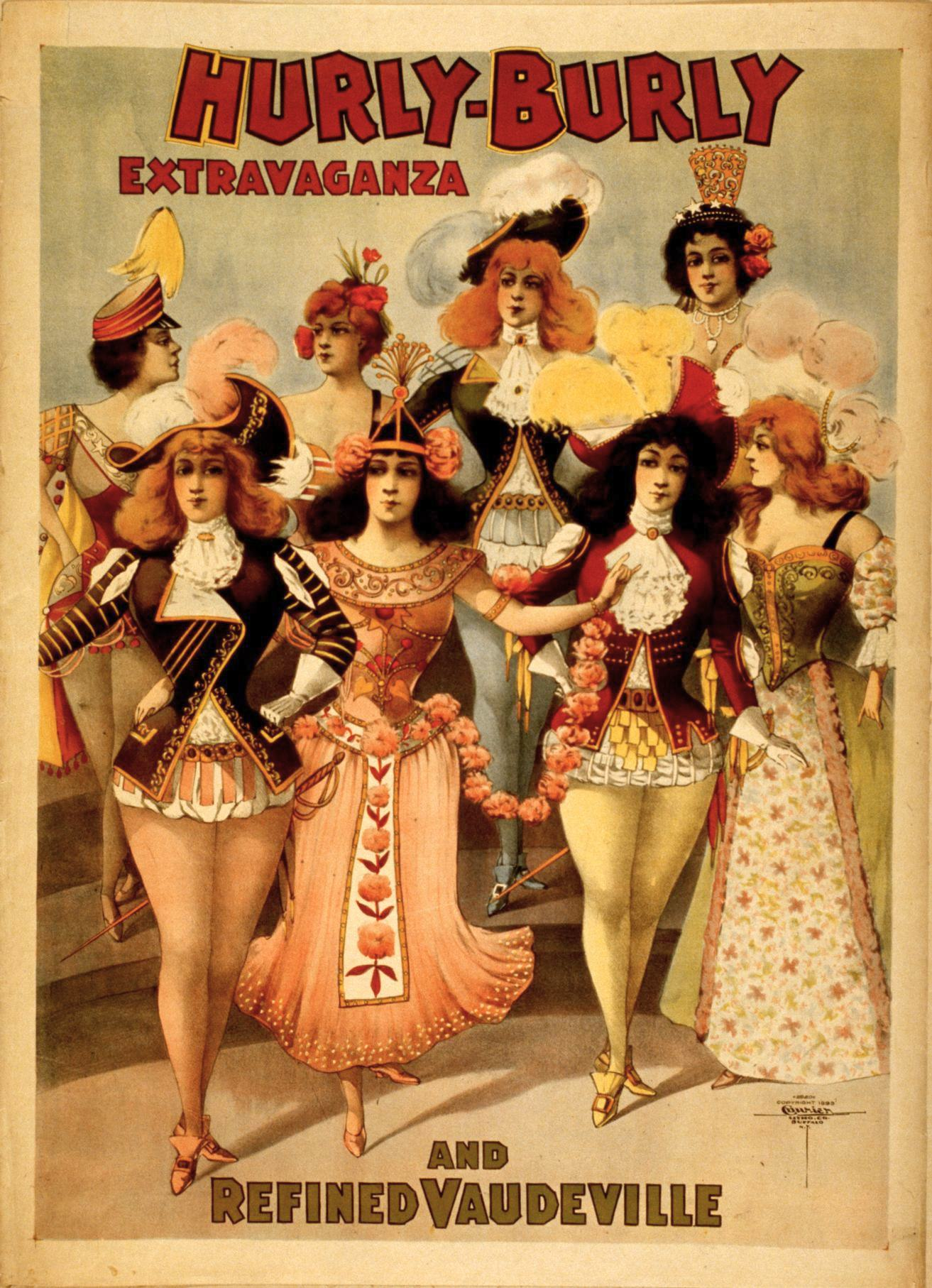
Plakát 1899-ből

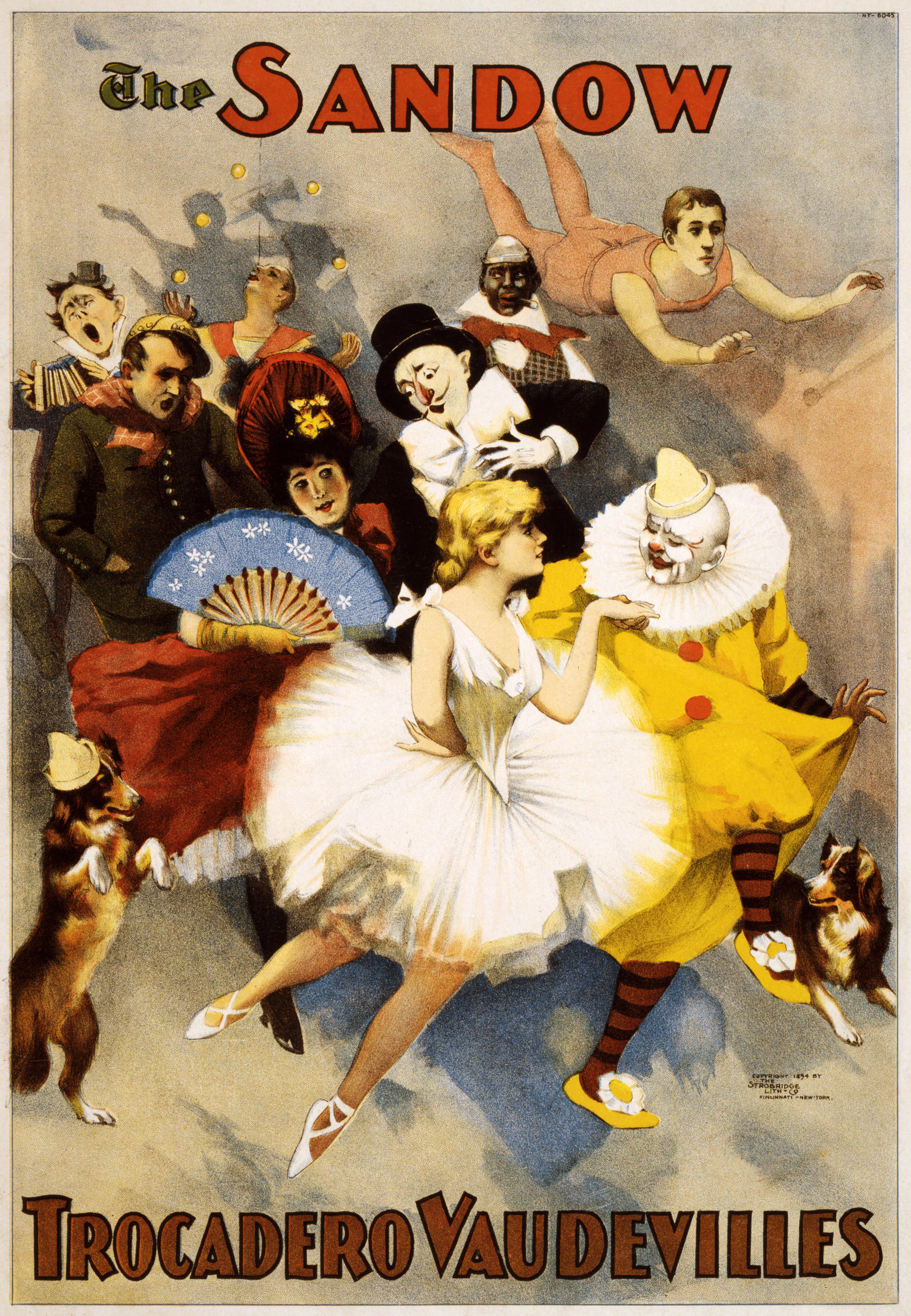
1894

A 18. század második felében a szó új jelentést kapott: ekkor azokat a felvonászáró dalokat nevezték így, amelyekben az egyes strófákat a szereplők szólóban énekelték, majd az egészet közösen, kórusban előadott refrénnel zárták le.
A vaudeville elnevezés egy magyarázat szerint a Vire-ből származó normandiai költő, Basselin szatirikus költeményeinek neve volt. Egy másik feltételezés: vaulx (vagy voix) de ville vagyis: a város hangja. De ez lett a neve a 16. század második felében a francia chanson egy bizonyos típusának is.
A vaudeville, mint zenés színpadi műfaj az angol music hall amerikai változata. Az előadás táncból és énekből, pantomimból, dialógusokból, akrobatikából, állatidomárok és bűvészek mutatványaiból állt össze.
A vaudeville-társulatok általában az országban vándorolva adták elő a műsort. A tizenkilencedik század Amerikájában több száz társulat működött.
1930-tól kezdve a vaudeville átalakult varietévé. 
A színháztörténetben a kabarénak is egyik előzménye a vaudeville.

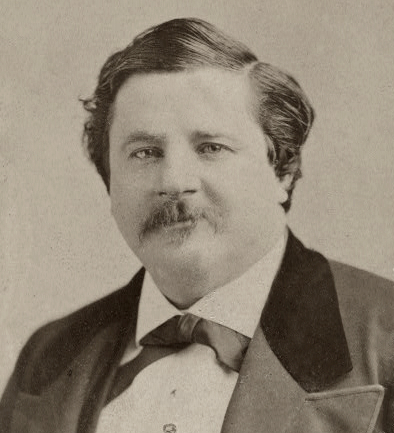
Tony Pastor, aki az amerikai vaudeville egyik létrehozója volt

## Vaudeville-színészek
- Tony Pastor[1]
- Nora Bayes
- Charley Grapewin
- Rose Marie
- Elsie Janis(wd) és Jenny Janis
- Anna Laughlin
- The Andrews Sisters
- Annette Kellermann
- Will Rogers
- Charley Grapewin
- Lucy Christina Duff Gordon
- Abbott és Costello
- Broncho Billy Anderson
- Roscoe Arbuckle
- Josephine Baker
- Pearl Bailey
- Leona LaMar
- Dorothy Lamour
- Harry Langdon
- Gypsy Rose Lee
- Ethel Levey
- Ella Lola
- Jack Benny
- Kate Smith
- Cary Grant
- Bob Hope
- Gertrude Hoffman
- Milton Berle
- Bertha Hill
- Judy Garland
- Sammy Davis Jr.
- Red Skelton
- Larry Storch
- Mary Lou Williams
- Ida Cox
- Sissieretta Jones
- Six Brown Brothers
- Mamie Smith
- Marion Harris
- Billy King
- Edith Wilson
- Lillyn Brown
- Edmonia Henderson
- Julia Gerity
- Virginia Liston
- Lavinia Turner
- Sara Martin
- Trixie Smith
- Hazel Meyers
- Gypsy Rose Lee
- Esther Bigeou
- Edmonia Henderson
- Arabella Fields

...

## Érdekesség
Bulat Okudzsava Merszi, avagy Sipov kalandjai. Igaz történet regényének alcime: Régi vaudeville.